# Грибные моли
Грибные моли (лат. Nemapogoninae) — подсемейство чешуекрылых из семейства настоящих молей (Tineidae).

## Описание
Усики имаго тонкие, их длина составляет больше половины длины тела. Челюстные щупики состоят из пяти члеников. Пятый членик короче четвёртого. Простых глазков у имаго нет. Передние крылья ланцетно-овальные, длиннее задних. Субкостальная жилка на передних крыльях впадает в передний край крыла около его середины. У гусениц на голове по 5—6 пар простых глазков. На тергитах груди куколки по два ряда шипиков.

## Биология
Развитие многих видов подсемейства связано с грибами, реже встречаются в подстилке и птичьих гнёздах. В субстрате гусеницы проделывают шелковистые ходы. Имаго обитают преимущественно в широколиственных лесах. Спаривание происходит в течение первых суток после выхода из куколки.

## Классификация
Подсемейство объединяет 12 родов.
- Archinemapogon Zagulajev, 1962
- Dinica Gozmány, 1965
- Emmochlista Meyrick, 1931
- Gaedikeia Sutter, 1998
- Hyladaula Meyrick, 1920
- Nemapogon Schrank, 1802
- Nemaxera Zagulajev, 1964
- Neurothaumasia Le Marchand, 1934
- Peritrana Meyrick, 1907
- Triaxomasia Zagulajev, 1964
- Triaxomera Zagulajev, 1959
- Vanna Robinson & Nielsen, 1993

## Распространение
Представители семейства встречаются преимущественно в пределах голарктической биогеографической области, но некоторые сининтропные виды зерновая моль, пробковая моль, хлебная моль встречаются почти всесветно.